# 駝背山齒軌鐵路
駝背山齒軌鐵路（葡萄牙語：Trem do Corcovado）是巴西里約熱內盧的一條齒軌鐵路，從Cosme Velho到海拔710米（2,329英尺）的駝背山山頂。路線全長3.824公里，共四個車站。

## 外部連結
- 官方网站